# سلمى جيمس
سلمى جيمس (وُلدت باسم سلمى ديتش، واينشتاين سابقًا، 15 أغسطس 1930) كاتبة أمريكية، وناشطة نسوية واجتماعية، شاركت في تأليف كتاب للحركة النسوية بعنوان سلطة المرأة وتقويض المجتمع (إلى جانب مارياروسا دالا كوستا)، وتُعد جيمس مؤسس مشارك في الحملة الدولية للأجور مقابل العمل المنزلي، ومنسقة بحركة إضراب النساء العالمي.

## بدايات حياتها ونشاطاتها
وُلدت ديتش سنة 1930، في حي براونزفيل في بروكلين بنيويورك. كان والدها يعمل سائق على شاحنة، وعملت والدتها، قبل الإنجاب، في المصانع. عملت سلمى، في فترة شبابها، في المصانع، ثم كربة منزل بدوام كامل، وأم لابنها، سام، الذي انجبته من زواجها، من زميل لها يعمل في المصانع، والذي استمر لفترة قصيرة. انضمت، في سن الخامسة عشرة، إلى تيار جونسون فورست، الذي كان أحد قادته الثلاثة سي. جيمس، وبدأت في حضور دروسه حول العبودية والحرب الأهلية الأمريكية.

### خمسينيات القرن العشرين وستينياته
كتبت، في عام 1952، كتابًا بعنوان مكان المرأة، نُشر لأول مرة في عمود في صحيفة كروسبندنس، وهي صحيفة تصدر كل أسبوعين ويحررها القراء مع جمهور من الطبقة العاملة. كانت صفحات الصحيفة، على نحو غير عادي في ذلك الوقت، مكرسة لمنح النساء والشباب والسود صوتًا مستقلًا. كانت تكتب بانتظام في عمود صحفي، وقامت بتحرير صفحة المرأة. انتقلت إلى إنجلترا، في عام 1955، للزواج من سي. جيمس، الذي كان قد رُحل من الولايات المتحدة خلال فترة مكارثي. ظلا معًا لمدة 25 عامًا، وكانا زميلين سياسيين مقربين.
عاشت، في الفترة منذ 1958 إلى 1962، في ترينيداد وتوباغو، حيث كانت ناشطة مع زوجها في حركة استقلال الهند الغربية واتحادها. أصبحت، بعد عودتها إلى بريطانيا بعد الاستقلال، أول أمينة تنظيم لحملة مكافحة التمييز العنصري في عام 1965، وعضو مؤسس لحركة العمل الإقليمية السوداء ومحررة جريدتها في عام 1969.

## النشاطات الأخيرة
تحاضر جيمس في المملكة المتحدة والولايات المتحدة وبلدان أخرى حول مجموعة واسعة من الموضوعات، من بينها محاضرة «الجنس والعرق والطبقة»، و«ما لم يخبرنا به الماركسيون قط عن ماركس»، و«التقليد اليهودي العالمي»، و«إعادة اكتشاف تنزانيا نيريري»، و«سي. جيمس بوصفه منظمًا سياسيًا»، و« جيان ريس: القفز نحو تيا».

### النشاط النسوي
تعمل جيمس، منذ عام 2000، كمنسقة دولية لحركة إضراب النساء العالمي، وهي شبكة من الجماعات الشعبية الخاصة بالمرأة، تجمع بين الفاعليات والمبادرات في العديد من البلدان. تطالب الحركة من المجتمع «الاستثمار في تقديم الرعاية بدلًا من الحروب»، وإعادة توزيع الميزانيات العسكرية على المجتمع، والبدء في ذلك بالنساء. انخرطت جيمس في سياسات الثورة البوليفارية منذ عام 2002. تُعد جيمس إحدى مؤسسي مركز كروسرودز النسائي، الذي بدأ، في عام 1975، تحت رعاية الاتحاد العالمي لمصابي الهيموفيليا، بالمنطقة الحمراء بالقرب من محطة يوستن، ويقع الآن في كنتيش تاون، وهي المحررة العامة لكتب المركز.

## وصلات خارجية
- سلمى جيمس على موقع IMDb (الإنجليزية)